# Uschok-Pass
Der Uschok-Pass (ukrainisch Ужоцький перевал Uschozkyj perewal, russisch Ужокский Uschokski perewal, ungarisch Uzsoki-hágó, polnisch Przełęcz Użocka) ist ein wichtiger Gebirgspass in der Ukraine in unmittelbarer Nähe der Grenze zu Polen, welcher die Oblast Transkarpatien mit der Oblast Lwiw verbindet.

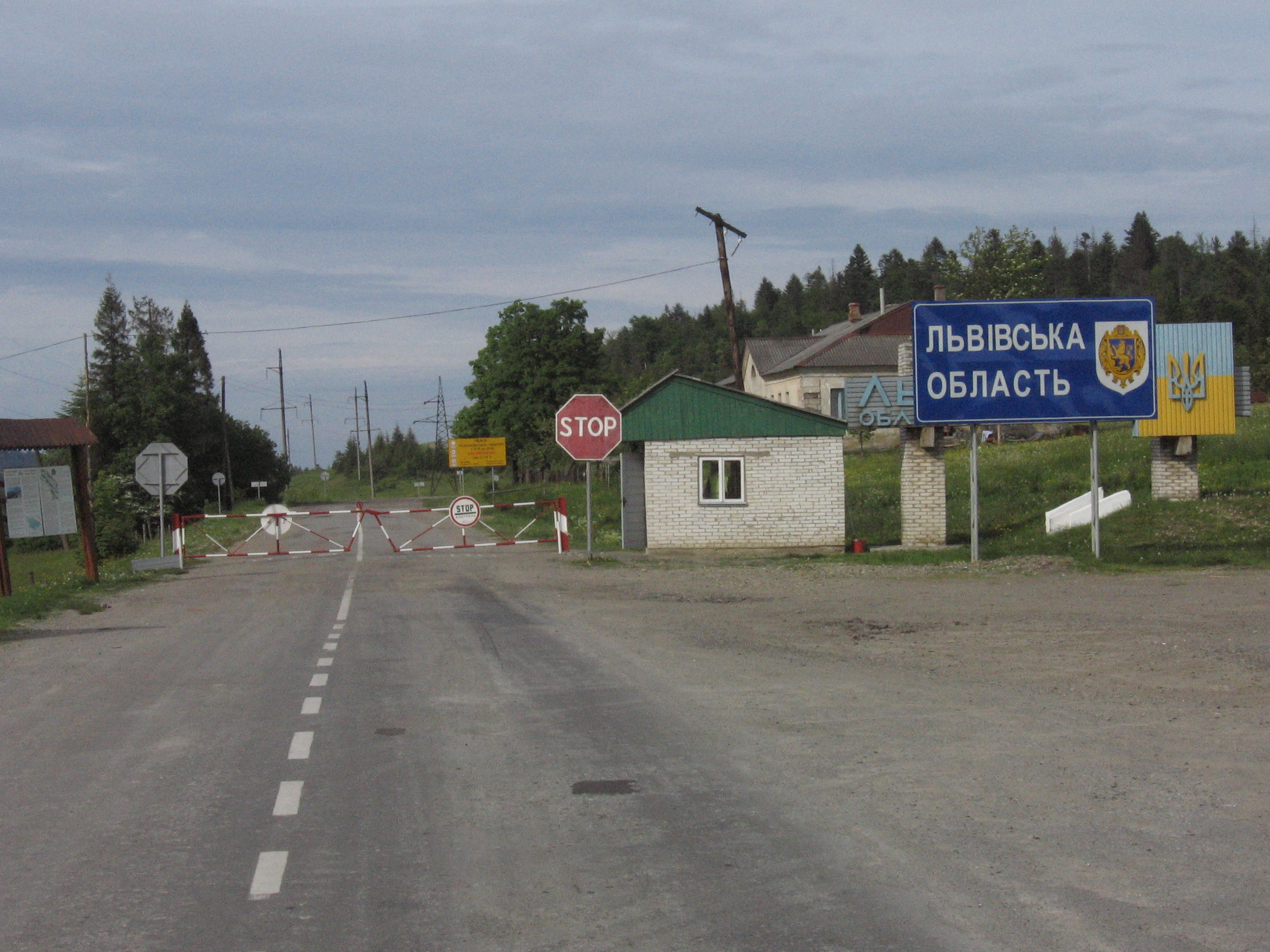
Ukrainische Kontrollstelle am Pass

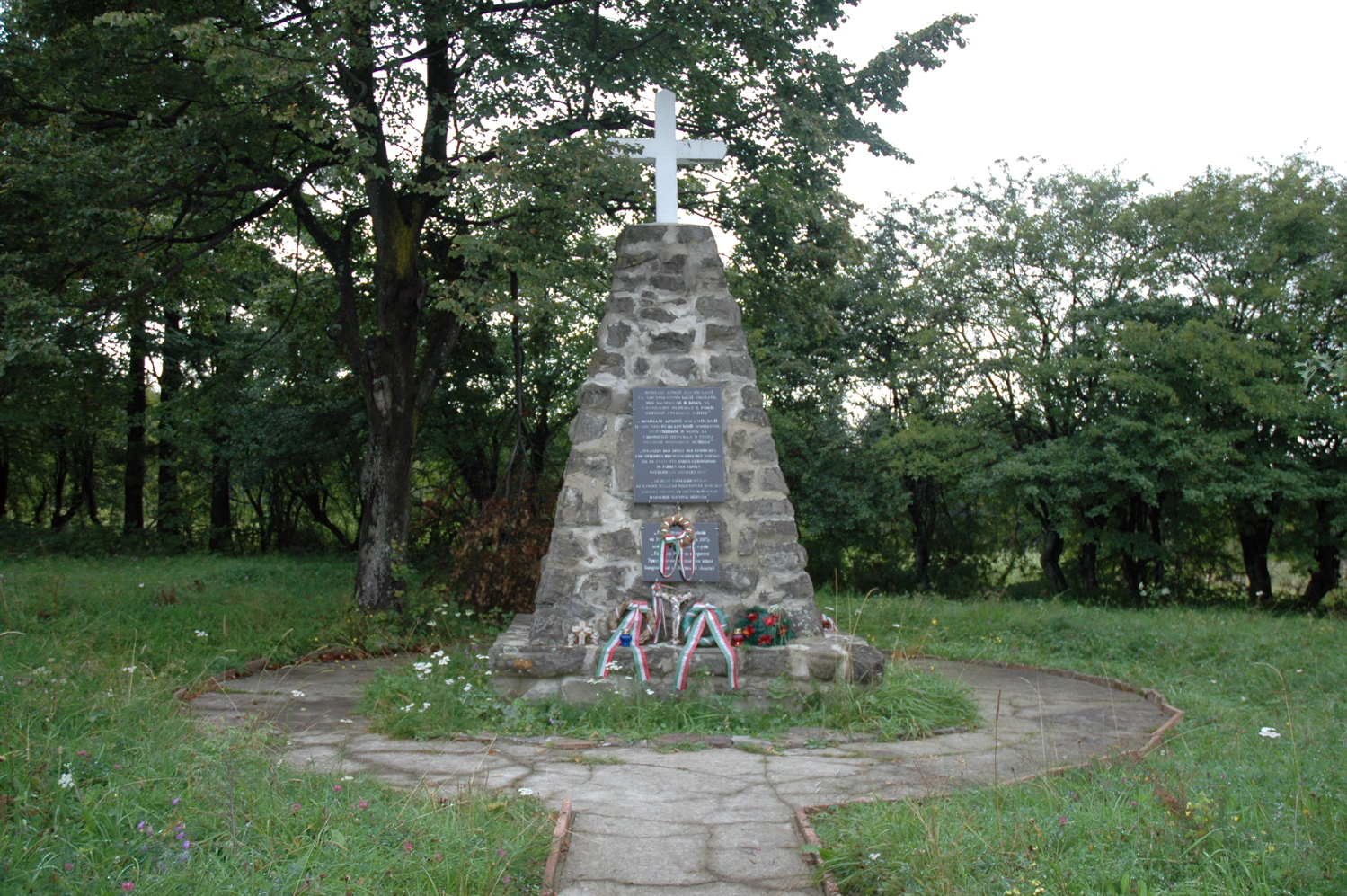
Denkmal für die am Uschok-Pass gefallenen österreichisch-ungarischen und russischen Soldaten

Nördlich des 853 Meter hohen Passes befinden sich die Quellen des Sans, südlich von ihm die der Usch, welche dem Ort Uschok südwestlich des Passes sowie dem Pass selbst seinen Namen gegeben hat. Von der Nordseite her ist der Aufstieg relativ leicht, auf der Südseite fallen die Hänge steil ins Uschtal herab. Straße und Bahnlinie über den Pass führen in engen Kurven ins Tal hinunter. Vom höchsten Punkt hat man einen Blick auf die polnischen und ukrainischen Bieszczady.
Über den Uschok-Pass verläuft die Fernstraße N 13 von Lwiw nach Uschhorod. 1905 wurde die strategisch wichtige Bahnlinie (Bahnstrecke Lwiw–Sambir–Tschop), die Budapest mit Galizien verbindet, durch die Staatsmacht von Österreich-Ungarn erbaut, sie stellt heute eine der schönsten Bahnlinien in den Karpaten dar.
Auch hat der grüne Touristenwanderweg zu den Bergen Opołonek und Kińczyk Bukowski hier seinen Ausgangspunkt.
Während des Ersten und Zweiten Weltkriegs fanden auf und um den Pass blutige Gefechte statt. Zum Gedenken an diese Schlachten gibt es nahe dem Pass einen Militärfriedhof aus dem Ersten Weltkrieg, ein Denkmal der Sitscher Schützen sowie ein Denkmal für die in der Schlacht um die Karpaten 1941 gefallenen russischen Soldaten aus dem Zweiten Weltkrieg. Am 20. März 1939 fand eine Feier anlässlich der Festlegung der polnisch-ungarischen Grenze nach dem Anschluss der Karpatenukraine an Ungarn statt.